# Секционный изолятор

Секционный изолятор троллейбуса (СИ-6Д, схема) 1 - концевые зажимы 2 - дугогасящая катушка 3 - дугогасящая камера 4 - ходовые элементы 5 - изоляционный брус

Секционный изолятор предназначен для разделения контактной сети троллейбуса, трамвая или электрифицированных железных дорог на участки, т. н. секции. Каждая секция запитывается отдельным фидером, что позволяет ремонтировать отдельные участки, не обесточивая всей контактной сети, запитывать эти участки от разных тяговых подстанций и т. д.
Основная задача секционного изолятора — обеспечить надёжную изоляцию секций, не ограничивая при этом возможности проезда через него токосъёмников. Основным препятствием в этом является электрическая дуга, возникающая при проходе токосъёмника. Чтобы уменьшить воздействие дуги, используется дугогасительное устройство из катушки и дугогасительной камеры. В случае образования дуги она увлекается магнитным полем дугогасительной катушки в дугогасительную камеру, где растягивается, охлаждается и гаснет. Несмотря на наличие дугогасящей камеры, при проходе секционного изолятора необходимо отключить двигатель.

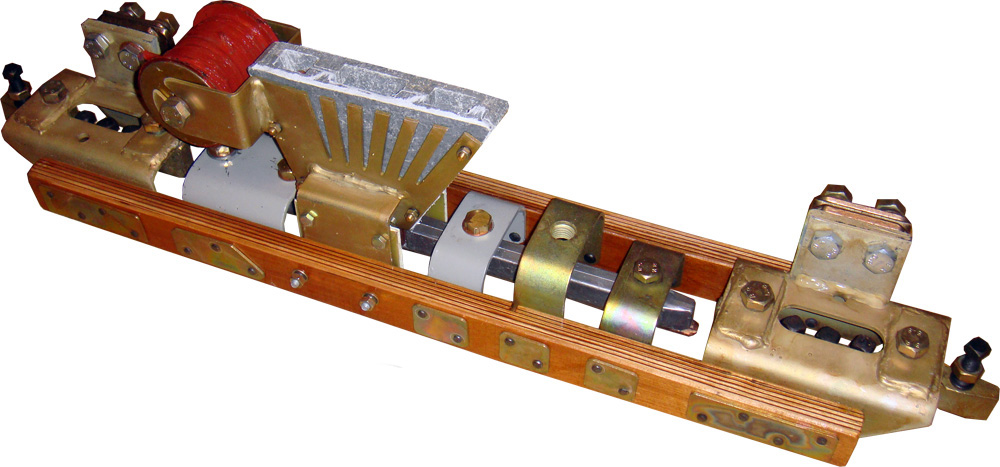
Секционный изолятор СИ-6Д, общий вид
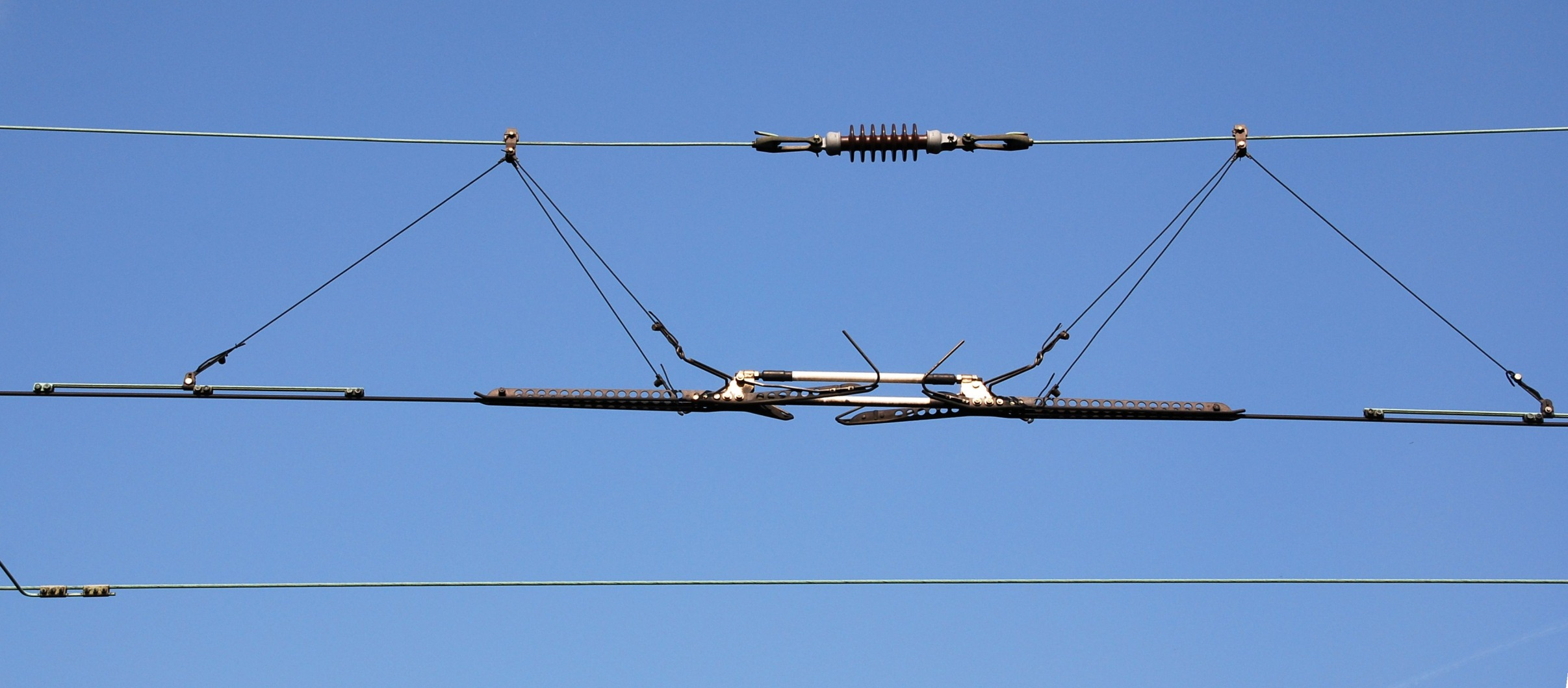
Железнодорожный секционный изолятор
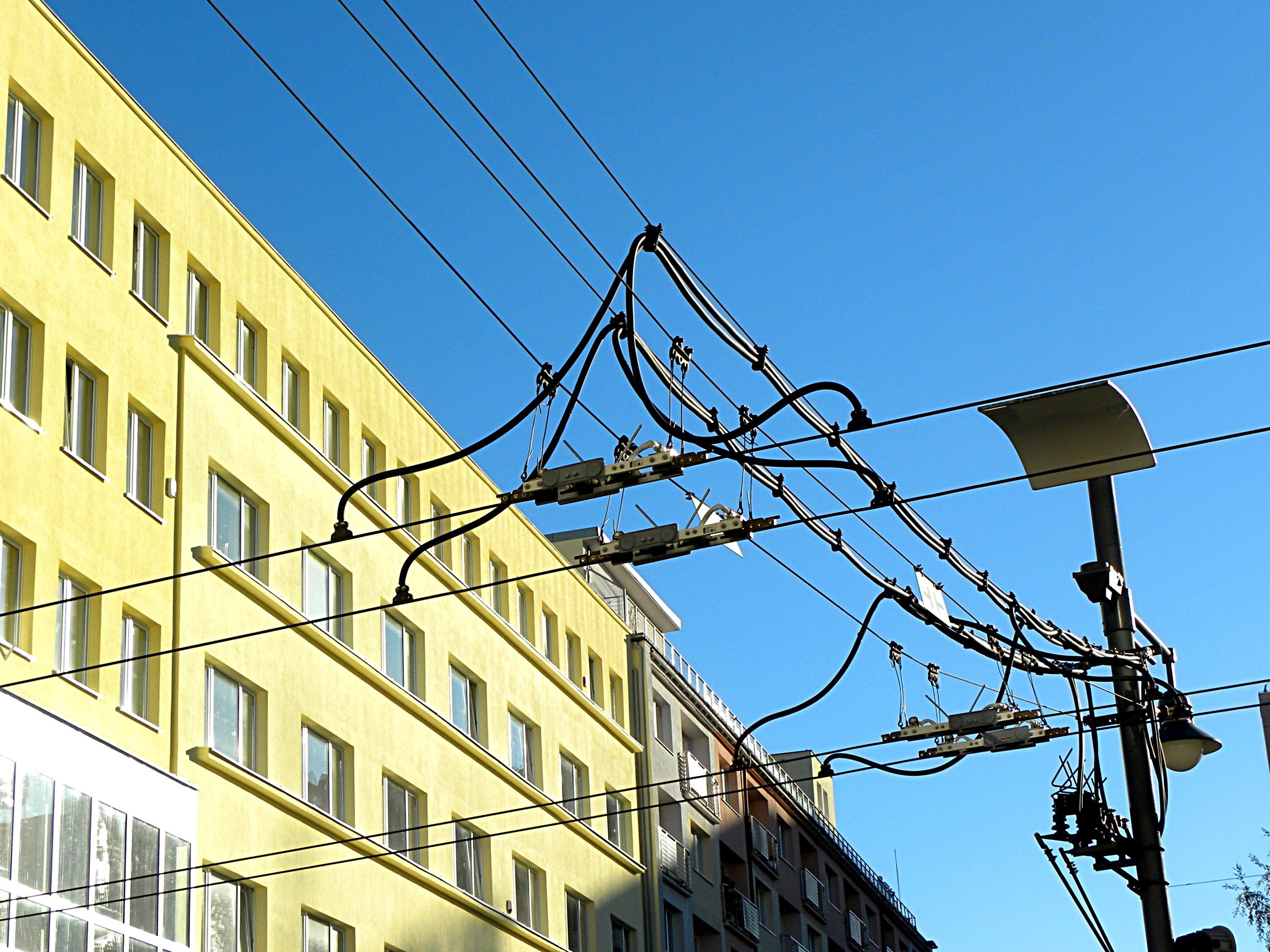
Секционные изоляторы троллейбусной контактной сети